# أوليف دنيس
أوليف دنيس (بالإنجليزية: Olive Dennis)‏ هي مهندس مدني ومهندسة ومخترِعة أمريكية، ولدت في 20 نوفمبر 1885، وتوفيت في 5 نوفمبر 1957 في بالتيمور في الولايات المتحدة.